# Thy Mighty Contract
Thy Mighty Contract debitantski je studijski album grčkog ekstremnog metal sastava Rotting Christ. Album je 11. studenog 1993. godine objavila diskografska kuća Osmose Productions.

## O albumu
Na ovom albumu sastav svira black metal u grčkom stilu koji se, prema riječima Eduarda Rivadavie sa stranice AllMusic, "pomalo previše oslanja na žestoke blast beatove", ali ipak prikazuje "pupajući sluh za melodiju". Chad Bowar sa stranice About.com opisuje ovaj stil kao black metal koji je "pošao melodičnijim, pomalo heavy metalskijim putem", s "ograničenom količinom ritmičkih praskanja i beživotnih tremolo rifova".
Iako je bubnjar Themis Tolis u doba snimanja albuma bio član grupe, nije svirao na njemu već se skupina okoristila bubnjarskim strojem.

## Popis pjesama
| 1.    | »The Sign of Evil Existence«               | 2:00 |
| 2.    | »Transform All Suffering into Plagues«     | 5:25 |
| 3.    | »Fgmenth, Thy Gift«                        | 4:29 |
| 4.    | »His Sleeping Majesty«                     | 5:50 |
| 5.    | »Exiled Archangels«                        | 5:07 |
| 6.    | »Dive the Deepest Abyss«                   | 3:33 |
| 7.    | »The Coronation of the Serpent«            | 4:06 |
| 8.    | »The Fourth Knight of Revelation (I & II)« | 6:47 |
| 37:17 |                                            |      |

| Bonus pjesme s reizdane inačice | Bonus pjesme s reizdane inačice | Bonus pjesme s reizdane inačice | Bonus pjesme s reizdane inačice | Bonus pjesme s reizdane inačice | Bonus pjesme s reizdane inačice | Bonus pjesme s reizdane inačice | Bonus pjesme s reizdane inačice | Bonus pjesme s reizdane inačice | Bonus pjesme s reizdane inačice |
| Br.                             | Skladba                         | Trajanje                        |                                 |                                 |                                 |                                 |                                 |                                 |                                 |
| ------------------------------- | ------------------------------- | ------------------------------- | ------------------------------- | ------------------------------- | ------------------------------- | ------------------------------- | ------------------------------- | ------------------------------- | ------------------------------- |
| 9.                              | »Visions of the Dead Lovers«    | 4:45                            |                                 |                                 |                                 |                                 |                                 |                                 |                                 |
| 10.                             | »The Mystical Meeting«          | 5:03                            |                                 |                                 |                                 |                                 |                                 |                                 |                                 |
| 47:05                           |                                 |                                 |                                 |                                 |                                 |                                 |                                 |                                 |                                 |

## Recenzije
Eduardo Rivadavia, glazbeni kritičar sa stranice AllMusic, dodijelio je albumu tri i pol od pet zvjezdica te ga je nazvao "obećavajućom prvom pločom [grupe]", iako je "produkcija na albumu možda bila pomalo ispod prosjeka te pjesme pomalo previše ovisne o žestokim blast beatovima; međutim, ništa od ovog nije ni najmanje zasmetalo privrženim obožavateljima ekstremnog metala". About.com je uvrstio album na svoju listu Retro preporuka (Retro Recommendation) i kritizirao bubnjeve na njihovoj "pretjeranoj glasnoći koja, pogotovo zbog ponavljajućeg ritma, ponekad odvraća pažnju slušatelja. Međutim, bas-gitara se može čuti, što automatski čini album nečim vrijednim obožavanja".

## Zasluge
| Rotting Christ - Necromayhem – vokali, gitara - Mutilator – bas-gitara - Magus Wampyr Daoloth – vokali, klavijature | Ostalo osoblje - George Osmak – produkcija, inženjer zvuka - Anthony Delaportas – produkcija, inženjer zvuka - SV Bell – naslovnica |